# Liga LEB 2001-2002
La Liga LEB 2001-2002 è stata la 46ª edizione della seconda divisione spagnola di pallacanestro maschile (la 6ª con il nome di Liga LEB).

## Squadre partecipanti
| Squadra                    | Città                      | Regione             |
| -------------------------- | -------------------------- | ------------------- |
| Club Ourense Baloncesto    | Ourense                    | Galizia             |
| CB Lucentum Alicante       | Alicante                   | Comunità Valenciana |
| Cajasur Córdoba            | Cordova                    | Andalusia           |
| CD Universidad Complutense | Madrid                     | Madrid              |
| Ciudad de Huelva           | Huelva                     | Andalusia           |
| Melilla                    | Melilla                    | Melilla             |
| Minorisa.net Manresa       | Manresa                    | Catalogna           |
| Drac Inca                  | Inca                       | Baleari             |
| Coinga Menorca             | Mahón                      | Baleari             |
| Tenerife                   | San Cristóbal de La Laguna | Canarie             |
| Etosa Murcia               | Murcia                     | Murcia              |
| CB Los Barrios             | Los Barrios                | Andalusia           |
| Sondeos del Norte          | La Coruña                  | Galizia             |
| León Caja España           | León                       | Castiglia e León    |
| Ulla Oil Rosalía           | Santiago di Compostela     | Galizia             |
| Llobregat Centre Cornellà  | Cornellà de Llobregat      | Catalogna           |

## Classifica finale
| #  | Teams                      | P  | V  | P  | PF   | PS   | Qualificate |
| -- | -------------------------- | -- | -- | -- | ---- | ---- | ----------- |
| 1  | Minorisa.net Manresa       | 30 | 26 | 4  | 2542 | 2247 | Playoff     |
| 2  | Club Ourense Baloncesto    | 30 | 25 | 5  | 2473 | 2240 | Playoff     |
| 3  | CB Lucentum Alicante       | 30 | 20 | 10 | 2497 | 2310 | Playoff     |
| 4  | Tenerife                   | 30 | 20 | 10 | 2399 | 2243 | Playoff     |
| 5  | León Caja España           | 30 | 18 | 12 | 2663 | 2565 | Playoff     |
| 6  | Ciudad de Huelva           | 30 | 16 | 14 | 2325 | 2275 | Playoff     |
| 7  | Melilla                    | 30 | 15 | 15 | 2356 | 2396 | Playoff     |
| 8  | Etosa Murcia               | 30 | 14 | 16 | 2284 | 2300 | Playoff     |
| 9  | CD Universidad Complutense | 30 | 14 | 16 | 2446 | 2413 |             |
| 10 | CB Los Barrios             | 30 | 14 | 16 | 2398 | 2425 |             |
| 11 | Coinga Menorca             | 30 | 12 | 18 | 2624 | 2755 |             |
| 12 | Drac Inca                  | 30 | 10 | 20 | 2227 | 2390 |             |
| 13 | Ulla Oil Rosalía           | 30 | 10 | 20 | 2288 | 2376 | Playout     |
| 14 | Cajasur Córdoba            | 30 | 9  | 21 | 2391 | 2583 | Playout     |
| 15 | Sondeos del Norte          | 30 | 9  | 21 | 2168 | 2367 | Playout     |
| 16 | Llobregat Centre Cornellà  | 30 | 8  | 22 | 2314 | 2510 | Playout     |

## LEB Playoffs
I vincitori delle semifinali vengono promosse direttamente in Liga ACB.
|  | Quarti di finale | Quarti di finale        | Quarti di finale     |                      |                      | Semifinali              | Semifinali | Semifinali |  |  | Finale | Finale               | Finale |
|  |                  |                         |                      |                      |                      |                         |            |            |  |  |        |                      |        |
|  | 1                | Minorisa.net Manresa    | 3                    |                      |                      |                         |            |            |  |  |        |                      |        |
|  | 8                | Etosa Murcia            | 1                    |                      |                      |                         |            |            |  |  |        |                      |        |
|  | 8                | Etosa Murcia            | 1                    |                      | 1                    | Minorisa.net Manresa    | 3          |            |  |  |        |                      |        |
|  |                  |                         |                      |                      | 1                    | Minorisa.net Manresa    | 3          |            |  |  |        |                      |        |
|  |                  | 4                       | Tenerife             | 2                    |                      |                         |            |            |  |  |        |                      |        |
|  | 4                | 4                       | Tenerife             | 2                    | Tenerife             | 3                       |            |            |  |  |        |                      |        |
|  | 4                |                         |                      |                      | Tenerife             | 3                       |            |            |  |  |        |                      |        |
|  | 5                | León Caja España        | 2                    |                      |                      |                         |            |            |  |  |        |                      |        |
|  |                  |                         |                      |                      |                      |                         |            |            |  |  | 1      | Minorisa.net Manresa | 82+85  |
|  |                  |                         | 3                    | CB Lucentum Alicante | 89+85                |                         |            |            |  |  |        |                      |        |
|  | 2                | Club Ourense Baloncesto | 3                    |                      |                      |                         |            |            |  |  |        |                      |        |
|  | 7                | Melilla                 | 2                    |                      |                      |                         |            |            |  |  |        |                      |        |
|  | 7                | Melilla                 | 2                    |                      | 2                    | Club Ourense Baloncesto | 0          |            |  |  |        |                      |        |
|  |                  |                         |                      |                      | 2                    | Club Ourense Baloncesto | 0          |            |  |  |        |                      |        |
|  |                  | 3                       | CB Lucentum Alicante | 3                    |                      |                         |            |            |  |  |        |                      |        |
|  | 3                | 3                       | CB Lucentum Alicante | 3                    | CB Lucentum Alicante | 3                       |            |            |  |  |        |                      |        |
|  | 3                |                         |                      |                      | CB Lucentum Alicante | 3                       |            |            |  |  |        |                      |        |
|  | 6                | Ciudad de Huelva        | 2                    |                      |                      |                         |            |            |  |  |        |                      |        |

## Playout
Le perdenti retrocedono in LEB Plata.
| Squadra 1        | Risultato | Squadra 2                 |
| ---------------- | --------- | ------------------------- |
| Ulla Oil Rosalía | 3 - 0     | Llobregat Centre Cornellà |
| Cajasur Córdoba  | 1 - 3     | Sondeos del Norte         |

## Verdetti
- Promozioni in Liga ACB: CB Lucentum Alicante e Minorisa.net Manresa
- Retrocessioni in LEB Plata: Llobregat Centre Cornellà e Cajasur Córdoba